# James Jefferyes
 Sir James Bavington Jefferyes, Jaffray, Jeffries, Jefffreys, Jakob (ur. 1677 w Pertshire w Szkocji – zm. 1739) – brytyjski parlamentarzysta, urzędnik, wojskowy (kpt.), dyplomata.
Pochodzenia szkockiego. Studiował na uniwersytecie w Dublinie (1697-1701), uzyskując tytuł bakalarza. W 1701 został gubernatorem Cork oraz zakupił nieopodal zamek w Blarney. Był członkiem parlamentu (1703-1714), sekretarzem wielebnego Johna Robinsona, świadkiem kampanii połtawskiej i pobytu Karola XII w Benderach (1709). Pełnił funkcję ministra - rezydenta Wielkiej Brytanii w Sztokholmie (1711-1715) i ministra w Petersburgu (1718-1719). Uznany przez cara Piotra I za persona non grata, w 1719 politykę rosyjską obserwował z Gdańska, co usankcjonowano w dwa lata później powierzając mu stanowisko rezydenta tamże (1721-1725).